# Mireille Mathieu (album, 2005)
Albums de Mireille Mathieu
Mireille Mathieu chante Piaf
(2003) Mireille Mathieu chante Piaf
(2012)
Mireille Mathieu est un album sans nom de Mireille Mathieu de 2005. Cet album est son 38e album français et son 80e album (en comptant les albums étrangers).

## Chansons de l'album
| 1.         | Une place dans mon cœur     | Julien Melville, Patrick Hampartzoumian                        | 3 min 49 s |
| 2.         | Tout au bout de l'amour     | Bobby Goldsboro, Sophie Nault                                  | 3 min 51 s |
| 3.         | Tu es celui                 | Bobby Goldsboro, Sophie Nault                                  | 2 min 59 s |
| 4.         | Rien de l'amour             | Sophie Nault, Louis Côte                                       | 3 min 21 s |
| 5.         | Ton nom est ma seule prière | Julien Melville, Patrick Hampartzoumian                        | 3 min 15 s |
| 6.         | Si l'amour savait mourir    | Bobby Goldsboro, Sophie Nault                                  | 2 min 40 s |
| 7.         | Si je revenais              | Iren Bo, Jean-Marc Haroutounian                                | 3 min 14 s |
| 8.         | Toute une vie               | Sophie Nault, Roberta Michele, Pete l'Esperance, David Quilico | 4 min 06 s |
| 9.         | L'homme est un dieu         | Christophe Bardy, David Clément-Bayard                         | 4 min 02 s |
| 10.        | Un peu d'espérance          | Patrice Guirao, Francis Lai                                    | 4 min 09 s |
| 36 minutes |                             |                                                                |            |

## Classements
| Pays   | Meilleure position | Certification | Ventes |
| ------ | ------------------ | ------------- | ------ |
| France | 16                 |               |        |